# Udokan
Udokan (oroszul: Удокан) falusi település Oroszország Bajkálontúli határterületén, a Kalari járásban. Népessége csupán 128 fő volt a 2010. évi népszámláláskor. Közelében Oroszország legnagyobb rézérc-lelőhelye húzódik.
A név jelentése evenki nyelven 'szelíd emelkedés'.

## Fekvése
Csara járási székhelytől 21 km-re délre, a járás központi részén, a Csara folyóba ömlő Nyirungnakan folyócska partján helyezkedik el. Az Udokan-hegység 2000-2300 m magas hegyeinek lábánál fekszik, mindössze 8 km-re délkeletre a Bajkál–Amur-vasútvonal (BAM) Novaja Csara vasútállomásától.

## Története
Az udokani rézércvagyon kutatásának és későbbi kitermelésének bázistelepeként hozták létre 1961-ben, a települést hivatalosan 1967-ben alapították. Előtte, már 1949-ben felfedezték a közeli jelentős rézérc-lelőhelyet, de a készletek nagyságát csak később határozták meg. 1952-ben udokani geológiai expedíció szerveződött, 1961–1966 között részletes kutató-feltáró munkák folytak, majd a kutatást nagyobb területre is kiterjesztették. A rézércvagyonra és a vidék más ásványi kincseire alapozva nagy kohászati kombinátot és százezer fősre bővíthető várost készültek itt felépíteni. 1976-ra elkészítették és jóvá is hagyatták a város építési tervét, de az építkezés nem kezdődött el. A közeli vasútállomás 1983-ban épült, néhány évvel később a BAM-on megindult a rendszeres vasúti szállítás. Udokan település lélekszáma ekkor 451 fő volt (1989-ben). A további tervek megvalósítását a Szovjetunió felbomlása megakadályozta.

## A rézvagyon kitermelése
Az udokani Oroszország legnagyobb és a világ harmadik legnagyobb, még nem termelő rézérc-lelőhelye. Bányászatát régóta tervezik, de a hegyes, nehezen megközelíthető vidéken előbb az infrastruktúrát kell(ett) megteremteni. A 2010-es évek végén megkezdték a kohászati kombinát alapozási munkáit, addigra nagyrészt befejezték a szállítási útvonalak és az energiarendszer kiépítését. A vasúttól a kombinátig vezető 17 km-es szállítási autóút – ígéretek szerint – Udokan település elkerülésével épül(t). A dolgozók számára kisebb konténervárost alakítanak ki.
A kitermelés helyszínéhez közel épülő színesfémkohászati kombinát hidrometallurgiai eljárással („tiszta”) katódrézt és szulfid koncentrátumot, valamint ezüstöt állít majd elő, tervezett kapacitása az első lépcsőben évi 12 millió tonna érc feldolgozása. Novaja Csara vasútállomásnál 2020-ban állandó vámterületet jelöltek ki, ezzel egyszerűbbé tették a kombináthoz érkező külföldi berendezések vámkezelését. A gépeket, berendezéseket a finn Outotec cég szállítja, a kombinát üzembehelyezését 2022-re tervezik.